# Генерал-полковник инженерно-авиационной службы
Генерал-полковник инженерно-авиационной службы — воинское звание высшего офицерского состава инженерно-авиационной службы в Вооружённых Силах СССР в 1942—1951 годах.

## История
Установлено постановлениями Государственного комитета обороны СССР от 22 января 1942 г. № 1180сс «Вопросы военно-воздушных сил Красной Армии» (в Красной Армии) и от 3 апреля 1942 г. № 1528 (в ВМФ СССР).
Отменено в июне 1951 года. После отмены воинского звания генерал-полковники инженерно-авиационной службы стали считаться состоящими в воинском звании генерал-полковник инженерно-технической службы.

## Список генерал-полковников инженерно-авиационной службы
В скобках после имени указаны годы жизни, далее — дата присвоения воинского звания.
1. Марков Иван Васильевич (1902—1960) — 05.11.1944
2. Репин Александр Константинович (1903—1976) — 30.04.1943
3. Шахурин Алексей Иванович (1904—1975) — 19.08.1944
4. Яковлев Александр Сергеевич (1906—1989) — 09.07.1946